# Кароши
Кароши (過労死) је јапански термин који значи ,,смрт услед прекомерног рада". Главни медицински разлози за кароши су мождани и срчани удар због стреса и неухрањености. Феномен је широко распрострањен Азијом и ван Јапана.

## Историја
Први забележен случај карошија је из 1969. године када је двадесетдеветогодишњи мушки радник одељења за пошиљке једне од највеће јапанске новинске фирме умро од можданог удара. Термин је смишљен 1978. како би означио растући број умрлих од можданих и срчаних удара услед претераног рада. Књига о проблему из 1982. је популаризовала термин.
Термин није постао познат широј јавности све до средине осамдесетих током економије мехура од сапунице, када је неколико пословних директора изненада умрло без икаквих симптома претходне болести. Одмах је окарактерисан као претња по јапанску радничку класу. Јапанско министарство рада је 1987. почело да објављује статистике о карошију због велике забринутости јавности.
Истраживање радно-способног становништва је показало да скоро четвртина мушких радника ради преко 60 сати недељно, 50% више од типичне четрдесеточасовне радне недеље. Схватајући озбиљност и раширеност проблема, група адвоката и лекара је успоставила телефонске линије за помоћ погођенима, доступне целој нацији.
Окидачима ове нове ,,епидемије" сматрају се раст Јапана од уништења Другог светског рата до економске силе и велики трошкови за поправљање ратне штете које је Јапан морао да плати. Установљено је да радници не могу да раде 12 и више сати дневно, 6-7 дана недељно годинама без икакве штете по физичко и ментално здравље. Често је овај прековремени рад био неплаћен.
У чланку Међународне организације рада о карошију, четири типична случаја су споменута:
1. Мушкарац А је радио у великој компанији за производњу грицкалица и до 110 сати недељно (не месечно) и умро од срчаног удара у 34. години. Смрт је доведена у везу са послом од стране Канцеларије за стандарде рада.
2. Мушкарац Б је возач аутобуса и радио је 3000 сати годишње. Није имао слободан дан током свих 15 година рада пре можданог удара у 37. години живота. Смрт је такође доведена у везу са послом.
3. Мушкарац Ц је био запослен у великој токијској штампарији 4320 сати годишње, укљујучујући и ноћне смене, због чега је умро од можданог удара у 58. години. Удовица је примила компензацију 14 година након смрти свог мужа.
4. Жена Д је била 22-годишња медицинска сестра. Умрла је од срчаног удара након 34-часовне смене ккоју је имала 5 пута месечно.

Поред физичког, ментални стрес на радном месту такође може да узрокује кароши. Самоубиство услед стреса на радном месту назива се карођисацу (過労自殺). Међународна организација рада даје и неколико узрока овоме:
1. Ноћни, вечерњи или рад током празника, прековремено. Током изгубљене деценије, након краха економије мехура од сапунице из осамдесетих и деведесетих, многе компаније су смањиле број запослених. Међутим, количина посла се није смањила, тако да су преостали радници морали да раде више.
2. Нагомилани стрес узрокован фрустрацијом због немогућности да се испуне захтевани циљеви. Чак и током рецесије, компаније су захтевале високе приходе и тражиле боље резултате од својих запослених. Ово је повећало психички терет радника.
3. Присилне оставке, откази и малтретирање. На пример, радницима који су дуго радили за фирму и видели себе као лојалне раднике, затражено је да дају оставку као начин смањења броја запослених.
4. Патња средњег руководства. Често су стављани у позицију да отпуштају раднике и били растрзани између имплементирања полиса корпорацијског реструктурирања и заштите свог особља.

## Телефонска линија за спречавањекарошија
По извештају из 1988. године, објављеном од стране Мреже телефонских линија за кароши, већина људи који су звали нису били радници, већ жене радника који су или већ преминули због карошија или су били у великом ризику од тога. Ово је показало да они који су трпели последице стреса на послу или нису били свесни да је посао узрок проблема или су били под друштвеним притиском да не покажу да им нешто смета и не затраже помоћ.
Највећи број позива стигао је након оснивања мреже, 1988. Од 1988. до 1990, укупан број позива је био 1806. Од 1990. до 2007, број позива по години се смањивао, али је и даље у просеку било 400 позива годишње.

## Утицај на друштво
Стрес због прековременог рада или отказ може да узрокује самоубиство код бизнисмена. Рођаци преминулог у таквим ситуацијама траже компензације. Компаније животног осигурања су почеле да додају клаузуле којима условљавају да осигураник сачека годину дана да изврши самоубиство да би се новац исплатио.
Појавио се нови покрет јапанских радника као резултат карошија. Млади јапанци бирају послове са пола радног времена, у контрасту са старијим радницима који раде прековремено. Ово је нови стил каријере за младе Јапанце који хоће да се опробају у различитим пословима да би схватили свој потенцијал. Раде за сатницу и зову се фрита (од енглеског free и немачког arbeiter). Број фрита се повећао кроз године, од 200.000 у осамедсетим до око 400.000 у 1997.
Због природе посла, годишња плата им је око 1.000.000 јена, што је око 8.500 долара. Такође, економски раст у Јапану је спор, што им отежава да пређу на стандардно запослење. Још један проблем је што им се дају небитни задаци, чиме су онемогућени да стекну било какво вредно искуство које им је потребно за прелазак на пуно радно време. Овде настаје парадокс где људи, да би избегли прековремени рад и кароши, дођу у исту ситуацију да раде 60 сати недељно јер су сатнице мале у односу на раднике са пуним радним временом, и поново су у опасности од карошија.
Кароши није једина нежељена појава прековременог рада. Радохолизам се такође довео у везу са вишечасовним дневним радом. Три фактора дефинишу радохоличаре: обузетост послом, унутрашња сила која их терају да раде и незадовољност послом. Последње делује контрадикторно, али показује да радохолизам заправо није психолошка одлика, већ настаје из адаптације на претерани рад. Менаџмент награђује вредан рад унапређењем.
Превише рада негативно утиче и на породицу. Мушкарци који су презаузети послом мисле мање на своју породицу. Резултат је висок ниво депресије у породици. Што се више фокусирају на посао, у њима се рађају негативне емоције према породици. Почињу да је виде као нешто што их одвлачи од посла, иако их сама породица мотивише да раде толико дуго.
Настаје парадокс где мушкарци, који су се запослили да би издржавали породицу, постану мање ефикасни у томе због исцрпљености и потпуног фокуса на зарађивање. Вероватно је да бизнисмени прихватају такав стил живота због новца; ако је посао добро плаћен, могу пуно да зараде и шаљу својој породици. У традиционалној јапанској породици, мушкарац је тај који зарађује. У једном интервјуу, човек је рекао да је најбоља ствар код тога што се родио као мушко то што може да има породицу и да је издржава. Али, најгори аспект тога је што не може да да отказ на послу из истог тог разлога. Одговорност коју мушкарци осећају повезују са својом мужевношћу, тако да, ако човек добије отказ, може да се осети неуспелим мушкарцем и постане јако депресиван.
Кабинет Јапана је анализирао истраживање о квалитету живота у домаћинствима да би установио колики утицај прекомеран рад има на здравствене проблеме, укључујући кароши. Истраживање је показало да дуге радне недеље (преко 60 сати за мушкарце, а преко 45 за жене), значајно повећавају страх радника од здравствених проблема. Нижи горњи лимит за жене не значи да су мање способне да поднесу стрес. Јапанско друштво ставља много већи терет на жену око чувања деце и домаћинства, због чега имају много више различитих одговорности поред посла.
Линија за спречавање самоубиства је толико заузета да се понекад мора звати и 30 до 40 пута не би ли се успоставила веза. Сваке године око 30.000 Јапанаца изврши самоубиство. Потенцијални разлог за ово је ,,пријатељство“ приликом самоубиства, где људи преко интернета траже друге да заједно изврше самоубиство.

## Владине полисе
Национални здравствени институт је предложио стварање широкообухватног програма индустријских здравствених услуга како би смањио кароши и остале појаве настале због стреса на радном месту у свом годишњем извештају из 2005. Програм захтева заједнички труд три различите групе: владе, радничких синдиката и послодаваца, и радника. Влада би требало да промовише краће радне дане, омогући лако приступачне здравствене услуге, подстрекне самовољне лекарске прегледе и побољша ефикасност здравствене неге. Синдикати, као група која је блиско повезана са радницима, треба добро да имплементирају и поступају по владиним полисама за смањење прекомерног рада и стварање боље радне атмосфере. Сами радници треба да схвате када треба да се одмарају и предузму превентивне мере ако су потребне.
Као званичан одговор на овај предлог, Акт о безбедности и здрављу у индустрији је ревидиран 2006. Успоставио је разне термине који се фокусирају на здравствене проблеме узроковане радом, укључујући обавезне систематске прегледе и консултације са професионалним медицинским особљем за раднике који раде пуно сати и изложени су повећаном ризику од болести. Може деловати као чудна одлука, са економског становишта, да влада смањује број радних сати. Према Јошио Хигучи, ова наизглед нелогична одлука је у складу са неколико фактора који су јединствени за јапанско друштво. Традиционално, Јапанци су веома лојални радници.
Веома је чест случај да неко ради за исту компанију од самог краја факултета па све до пензије. Такође, друштво лоше гледа на људе који константно мењају послове. Овакво обесхрабрење директно утиче на потешкоће са мењањем радног места. Због тога компаније имају много више простора за ,,искоришћавање“ својих радника. Да би смањиле трошкове, компаније ће радије затражити да већ запослени радници раде дуже него што ће запослити нове да преузму део обавеза на себе. Тако да, када се влада не би умешала и затражила од компанија да смање радне сате, таква наређења са других позиција се не би озбиљно схватила.
Тренутни Акт о стандарду рада није ефективан ако се већина представника послодаваца слаже са више од 40 сати недељно, упркос клаузулама у Акту које то забрањују. Студија Кабинета Јапана је показала да је одбијање ових мера један од разлога за тренутно стање тржишта рада.

## Јапански бизнисмени
Јапански бизнисмен, познатији као сарариман, често је жртва карошија због природе свог посла, која подразумева и социјализацију и пиће после радног времена. Често бивају позивани на номикаи ("теревенке") да би изградили боље везе са сарадницима у компанији. У Јапану постоји изрека ,,Ако желиш да напредујеш у корпорацијском свету, мораш да пијеш“. Овако је велики део старије генерације успостављало везе и сматрало је то нормалним начином склапања послова.
Према овим вредностима, кључ пословног успеха је воља да се изађе и учествује у овом обавезном дружењу са колегама. Пошто не могу сви да испрате овакав ритам живота, смрти узроковане стресом постају јако честе. Смрт од кардиоваскуларних проблема или менталних поремећаја су два највећа фактора.
Пошто јапански бизнисмени трпе доста притиска на послу, број кароши самоубистава се повећао, посебно због економске кризе. Чак и они који су успели да задрже своје послове, након што је компанија отпустила доста радника, искусили су велики пораст радног оптерећења.
Бизнисмени су били преоптерећени, али лекари су се такође осећали преоптерећено, уз додатну моралну обавезу да наставе да раде. Лекари раде у просеку 65 или више сати недељно. ,,Достижу лимит по питању колико прегледа могу да обаве док не почну да угроажвају сопствено здравље“. Раније је влада ограничавала број доктора који су похађали медицину, али је повећала број примљених студената.

## Одговор корпорација
Велики број компанија се труди да нађу бољи баланс посла и слободног времена за своје раднике. Тојота, на пример, ограничава прековремени рад на 360 сати годишње и, у неким канцеларијама, даје јавна обавештења у 7 увече у којима истиче важност одмора и подстиче раднике да оду кући. Разне велике корпорације су увеле ,,дане без прековременог рада", када сви радници морају да одукући у пола 6. Али, пошто радници имају јако пуно посла, веома мали број радника може да искористи то, и остају у канцеларијама са угашеним светлима, или носе посао са собом кући, тзв. ,,прикривено прековремено" (фурошики 風呂敷, по традиционалној тканини за умотавање).
Мицубиши банка је 2007. дозволила радницима да иду са посла 3 сата раније да би бринули о деци или старијима. До 5. јануара 2009, само 34 од 7000 радника је прихватило ово.
У фебруару 2017. Јапанска влада је покренула кампању ,„Премијум петак”, траживши од компанија да допусте радницима да заврше с послом у 3 поподне сваког последњег петка у месецу. Повод за ово је било самоубиство 24-годишње раднице рекламне фирме Денцу која је одрадила више од 100 сати прековременог рада у месецима пре смрти. Хонда, Сантори и Моринага фирме су усвојиле ово, али доста фирми није спремно на овај корак.
Проблем са неплаћеним прековременим радом је тај што се врло често не бележи. Количина се регулише прописима о раду, тако да, да не би дошли у сукоб са њима, радницима се говори да не бележе свој прековремени рад. Сами радници, пак, ово рационалишу тиме што сматрају да нису довољно добри за посао и да треба да се побољшају како би могли да заврше све у оквиру радног времена. Прековремени рад је генерално прихваћен и протести против њега су ретки јер се радници боје осуде од стране колега, надређених или чак породице и пријатеља.